# Doce de Abril
Doce de Abril är en ort i Mexiko.   Den ligger i kommunen Siltepec och delstaten Chiapas, i den sydöstra delen av landet, 900 km sydost om huvudstaden Mexico City. Doce de Abril ligger 1 794 meter över havet och antalet invånare är 276.
Terrängen runt Doce de Abril är bergig västerut, men österut är den kuperad. Runt Doce de Abril är det ganska tätbefolkat, med 83 invånare per kvadratkilometer. Närmaste större samhälle är El Porvenir de Velasco Suárez, 6,4 km söder om Doce de Abril. I omgivningarna runt Doce de Abril växer i huvudsak blandskog.